# مواد إنشائية

منحنى الإجهاد والإنفعال للفولاذ منخفض الكربون.يسمح بتطبيق قانون هوك فقط على المنطقة الواقعة بين نقطة الاصل ونقطة الخضوع (2)
1.الإجهاد الأقصى
2.إجهاد الخضوع
3.الانهيار
4.منطقة الإصلاد الإنفعالي
5.منطقة تضييق المقطع (التعنق)
A.الجهد الظاهري
B.الجهد الفعلي

تعتمد الهندسة الإنشائية على معرفة المواد وخصائصها، من أجل فهم كيف تُقاوم المواد المختلفة الأحمال وتدعمها.
المواد الإنشائية الشائعة هي:

## حديد

### حديد مطاوع
الحديد المطاوع هو أبسط أشكال الحديد، وهو يكاد يكون من الحديد النقي (عادة أقل من 0.15% من الكربون). استخداماته قديمة تماماً تقريباً. ولم تعد تُنتج تجارياً.
الحديد المطاوع ضعيف جداً في الحرائق. إنه مرن وقابل للطرق وقاسي. لا يتآكل بسهولة مثل الفولاذ.

### حديد الصب
حديد الصب هو شكل هش من الحديد وهو أضعف في تحمل الشد منه في الضغط. يملك نقطة انصهار منخفضة نسبياً، وسيولة جيدة، وقابلية الصب، ومقاومة للتآكل. على الرغم من استبدال الحديد بالكامل تقريباً بالفولاذ في هياكل المباني، أصبح حديد الصب مادة هندسية واسعة الاستعمال في العديد من التطبيقات، بما في ذلك الأنابيب والآلات وقطع غيار السيارات.
يحتفظ حديد الصب بقوة عالية في الحرائق، على الرغم من انخفاض درجة انصهاره. عادةً ما يكون حوالي 95% من الحديد، مع ما بين 2.1 % و4% من الكربون وبين 1% و3% من السيليكون. لا يتآكل بسهولة مثل الفولاذ.

### فولاذ

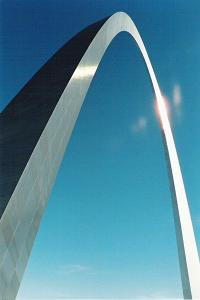
بوابة سانت لويس بولاية ميسوري

الفولاذ عبارة عن سبيكة حديدية ذات مستوى محكم من الكربون (بين 0.0 و1.7% كربون). يستخدم على نطاق واسع للغاية في جميع أنواع الهياكل، نظراً لتكلفته المنخفضة نسبياً ونسبة القوة إلى الوزن العالية وسرعة البناء.
الفولاذ مادة مطيلة، تتصرف بشكل مرن حتى تصل إلى نقطة الخضوع (النقطة رقم 2 على منحنى الإجهاد والإنفعال)، عندما تصبح بلاستيكية وتفشل. الفولاذ قوي بنفس القدر في تحمل الشد والضغط.
الفولاذ ضعيف في الحرائق، ويجب حمايته في معظم المباني.على الرغم من قوتها العالية ونسبة وزنها، فإن المباني الفولاذية لديها كتلة حرارية مماثلة للمباني الخرسانية المماثلة. يبلغ معامل مرونة الفولاذ حوالي 205 جيجا باسكال.وهو عُرضة للتآكل (الصدأ).

### فولاذ مقاوم للصدأ
الفولاذ المقاوم للصدأ عبارة عن سبيكة من الحديد والكربون بحد أدنى من محتوى الكروم بنسبة 10.5%. وهناك أنواع مختلفة من الفولاذ المقاوم للصدأ، التي تحتوي على نسب مختلفة من الحديد والكربون والموليبدنوم والنيكل. له خصائص انشائية مماثلة للفولاذ، على الرغم من أن قوته تختلف اختلافًا كبيراً. نادرًا ما يتم استخدامه في الهيكل الأساسي، ولكن يستعمل في التشطيبات المعمارية وتكسية المباني. إنه شديد المقاومة للتآكل والبقع.

## خرسانة

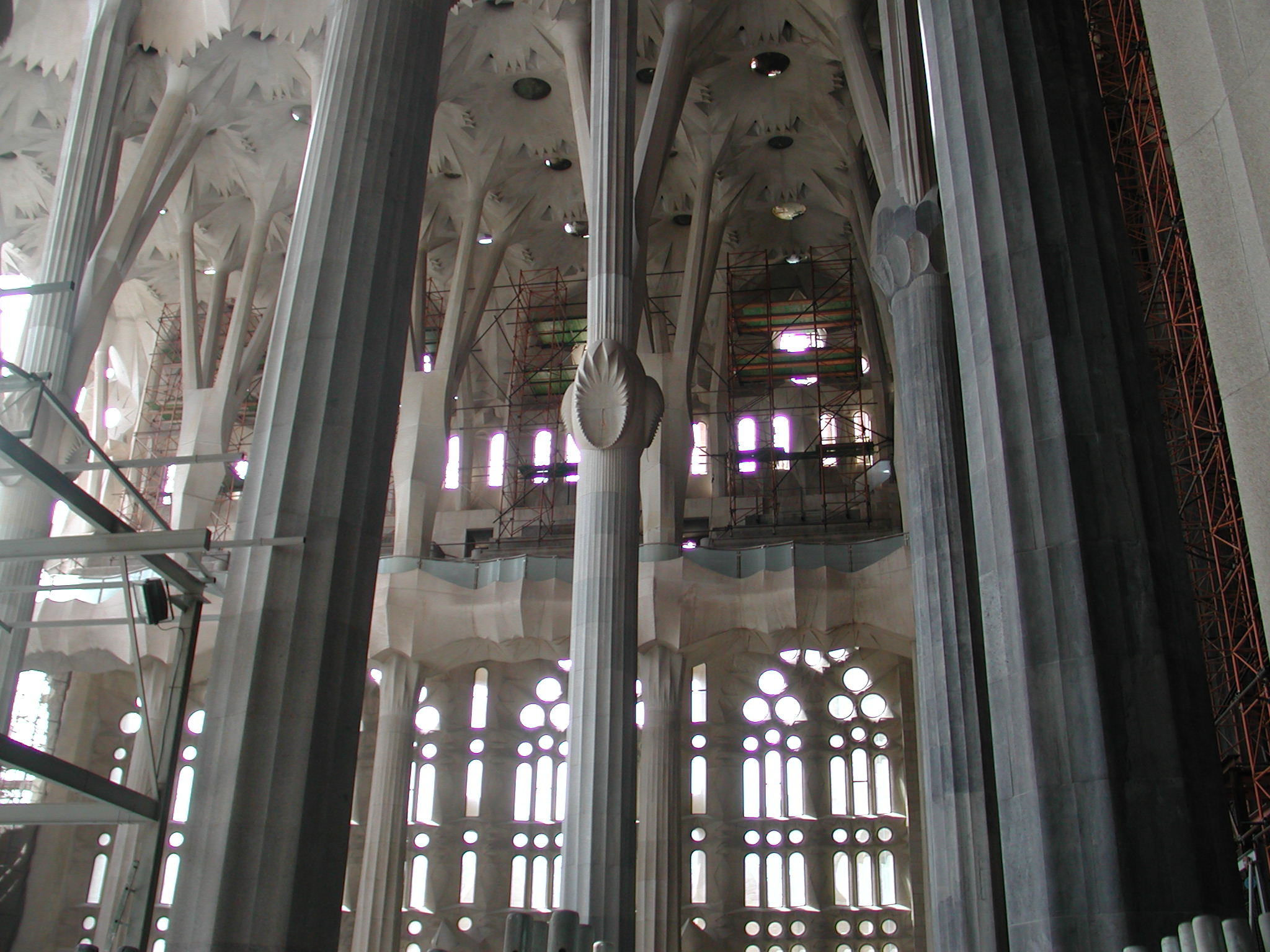
تصميم أنطوني غاودي

تستخدم الخرسانة على نطاق واسع للغاية في هياكل البناء والهندسة المدنية، بسبب التكلفة المنخفضة والمرونة والمتانة والقوة العالية. كما أن لديها مقاومة عالية للحريق.
الخرسانة هي مادة غير خطية وغير مرنة وهشة. قوية في تحمل الضغط وضعيفة في تحمل الشد. تتصرف بشكل غير خطي في جميع الأوقات. نظراً لأنها لا تتحمل قوة الشد؛ فإنها تستخدم دائماً تقريباً كخرسانة مسلحة، مادة مركبة. وهي عبارة عن خليط من الرمل والركام والاسمنت والماء. توضع الخرسانة في قالب على شكل سائل، ثم تتصلب بسبب تفاعل كيميائي بين الماء والاسمنت.  يسمى تصلب الخرسانة تميه وهو تفاعل طارد للحرارة.

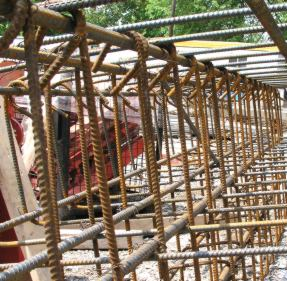
حديد التسليح

تزداد قوة الخرسانة بشكل مستمر من يوم الصب. إذا افترضنا أن الخرسانة لم تُصب تحت الماء أو رطوبة نسبية 100%، فإنها سوف تنكمش بمرور الوقت أثناء عملية التصلب بسبب ظاهرة تسمى الزحف. تعتمد قوتها بشكل كبير على كيفية مزجها، وسكبها، وصبها، وضغطها، ومعالجتها (تبقى مبللة أثناء التصلب)، وما إذا كان قد تم استخدام أي اضافات في الخليط أم لا.
معامل المرونة للخرسانة يمكن أن يختلف على نطاق واسع ويعتمد على مزيج الخرسانة، والعمر، والجودة، وكذلك على نوع ومدة التحميل المطبق عليها.عادةً ما يتم تناوله على أنه تقريبا 25 جيجا باسكال للأحمال طويلة المدى بمجرد أن يصل إلى قوته الكاملة (عادة ما يكون في 28 يوماً بعد الصب). ويؤخذ حوالي 38 جيجا باسكال للتحميل قصير المدى. 
للخرسانة خصائص مُواتية للغاية في النار -لا تتأثر سلباً بالنار حتى تصل إلى درجات حرارة عالية جداً. كما أن لديها كتلة عالية جداً، لذا فهي جيدة لتوفيرعزل الصوت والاحتفاظ بالحرارة (مما يؤدي إلى انخفاض متطلبات الطاقة لتدفئة المباني الخرسانية).

### خرسانة مسلحة
الخرسانة المسلحة هي الخرسانة التي يوضع فيها قضبان التسليح الفولاذية (حديد التسليح)، والألواح أوالألياف لتقويتها. في البلدان الصناعية، تقريباً كل الخرسانة المستخدمة في البناء هي خرسانة مسلحة. بسبب ضعفها في تحمل قوى الشد؛ فإنها سوف تفشل بشكل مفاجئ وهش أثناء تعرضها لعزم الانحناء أو قوى الشد مالم يتم تسليحها بحديد التسليح المناسب.

### خرسانة مُسبقة الإجهاد
الخرسانة مٌسبقة الإجهاد هي طريقة للتغلب على الضعف الطبيعي للخرسانة في الشد. وتمكننا من إنتاج كمرات أو بلاطات أو جسور ذات بحور أكبر من البحور التي يمكن أن تُنتجها الخرسانة المسلحة العادية. تُستخدم فيها أوتار سابقة الإجهاد (بشكل عام تكون كوابل أو قضبان فولاذية عالية الشد) لتوليد إجهاد ضغط يوازن إجهاد الشد الذي تتعرض له الخرسانة بسبب عزم الانحناء.

## ألومنيوم

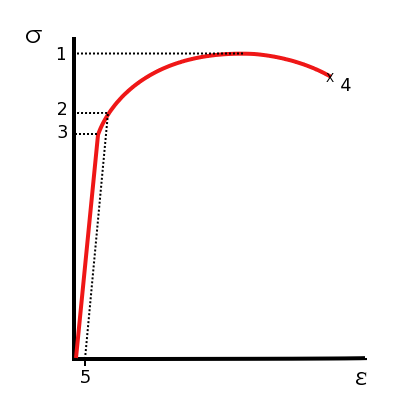
منحنى الإجهاد- الإنفعال النموذجي للألومنيوم

الألومنيوم معدن ناعم وخفيف الوزن ومرن. تبلغ قوة الخضوع للألومنيوم النقي 7-11 ميجا باسكال، في حين أن سبائك الألمنيوم لها قوة إنتاج تتراوح من 200 ميجا باسكال إلى 600 ميجا باسكال. الألومنيوم لديه حوالي ثلث كثافة وصلابة الفولاذ. إنه مطيل، وسهل التشكيل، والصب.
مقاومة التآكل ممتازة بسبب الطبقة السطحية الرقيقة من أكسيد الألومنيوم التي تتكون عند تعرض المعدن للهواء، مما يمنع المزيد من الأكسدة بشكل فعال. أقوى سبائك الألومنيوم هي أقل مقاومة للتآكل بسبب التفاعلات الجلفانية مع سبائك النحاس.
يستخدم الألمنيوم في بعض هياكل المباني (خاصة في الواجهات) وعلى نطاق واسع جداً في هندسة الطائرات بسبب قوته الجيدة لنسبة الوزن. إنه مادة مكلفة نسبياً.
في الطائرات، أُستبدل الألومنيوم تدريجياً بمواد مركبة من الكربون.

## مواد مركبة

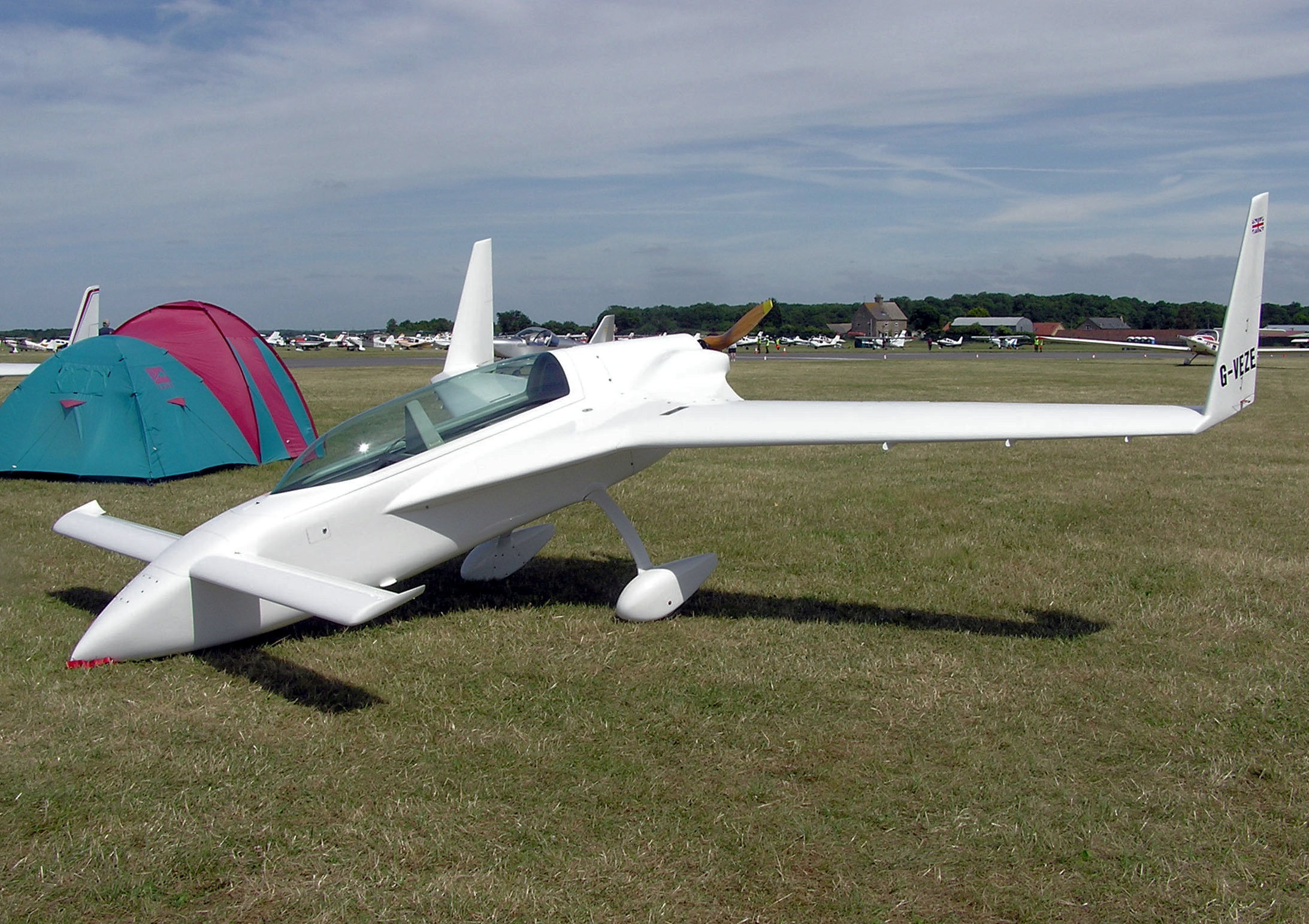
الطائرات المركبة الخفيفة

تستخدم المواد المركبة بشكل متزايد في المركبات وهياكل الطائرات، وإلى حد ما في الهياكل الأخرى. تستخدم بشكل متزايد في الجسور، وخاصة للحفاظ على الهياكل القديمة مثل جسر(Coalport) الذي بُني في عام 1818. غالباً ما تكون المركبات متباينة الخواص (لها خصائص مواد مختلفة في اتجاهات مختلفة) لأنها يمكن أن تكون مواد رقائقية. غالباً ما تتصرف بشكل غير خطي وستفشل بطريقة هشة عند التحميل الزائد.
إنها توفرقوة جيدة للغاية لنسب الوزن، ولكنها مكلفة للغاية أيضاً. لا توفرعمليات التصنيع المرونة الاقتصادية التي توفرها الخرسانة أو الفولاذ. البلاستيك المقوى بالزجاج هو الأكثر استخداماً في التطبيقات الهيكلية.

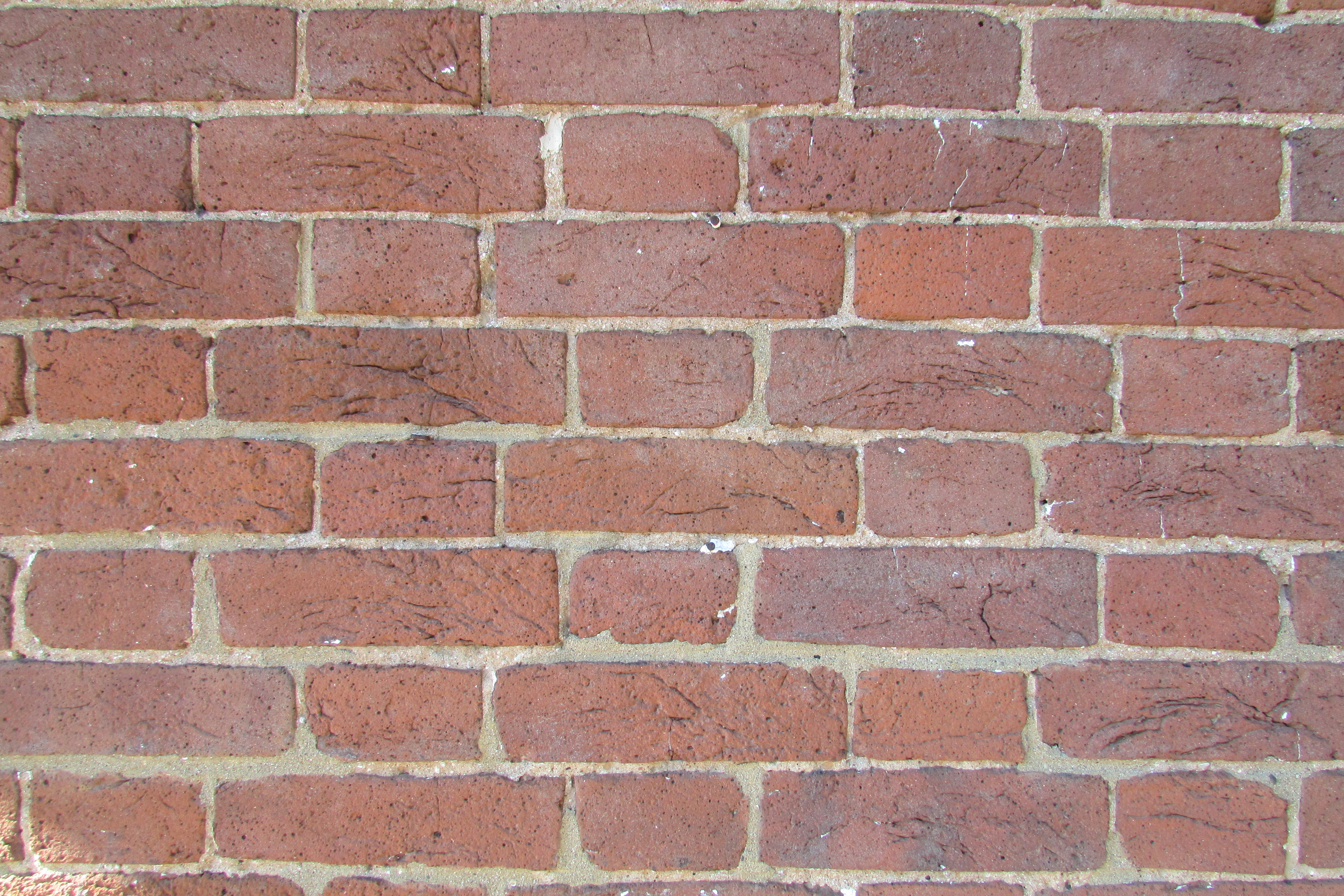
جدار طوب

## حجارة بناء
تُستخدم حجارة البناء في الهياكل منذ آلاف السنين، ويمكن أن تتخذ شكل الحجر أو القرميد أو الطوب. حجارة البناء قوية جداً في تحمل الضغط ولكن لا يمكنها تحمل الشد (لأن الملاط بين القرميد أو الطوب غير قادر على تحمل الشد). نظراً لأنه لا يمكنها تحمل قوى الشد، فإنه لا يمكنها أيضاً تحمل عزم الانحناء، لذلك تصبح جدران البناء غير متزنة عند ارتفاعات صغيرة نسبياً. تتطلب هياكل البناء العالية استقراراً ضد الأحمال الجانبية (كما هو الحال مع الدعامات الطائرة التي شوهدت في العديد من كنائس القرون الوسطى الأوروبية).
تاريخياً، كان يُشيد البناء بدون ملاط أو ملاط جيري. في العصر الحديث يستخدم ملاط الإسمنت. يقوم الملاط بإلصاق الكتل معاً، كما يعمل على تنعيم الواجهة بين الكتل، وتجنب الأحمال النقطية الموضعية التي قد تؤدي إلى التشقق.
نظراً للاستخدام الواسع للخرسانة؛ نادراً ما يُستخدم الحجر كمادة إنشائية أساسية، وغالباً ما يظهر فقط في التكسية، بسبب تكلفته والمهارات العالية اللازمة لإنتاجه. وقد اتخذ الطوب والخرسانة مكانه.
تتميز الخرسانة بخصائص عزل الصوت الجيدة والكتلة الحرارية العالية، ولكنها عموماً أقل استهلاكاً للطاقة.

## أخشاب

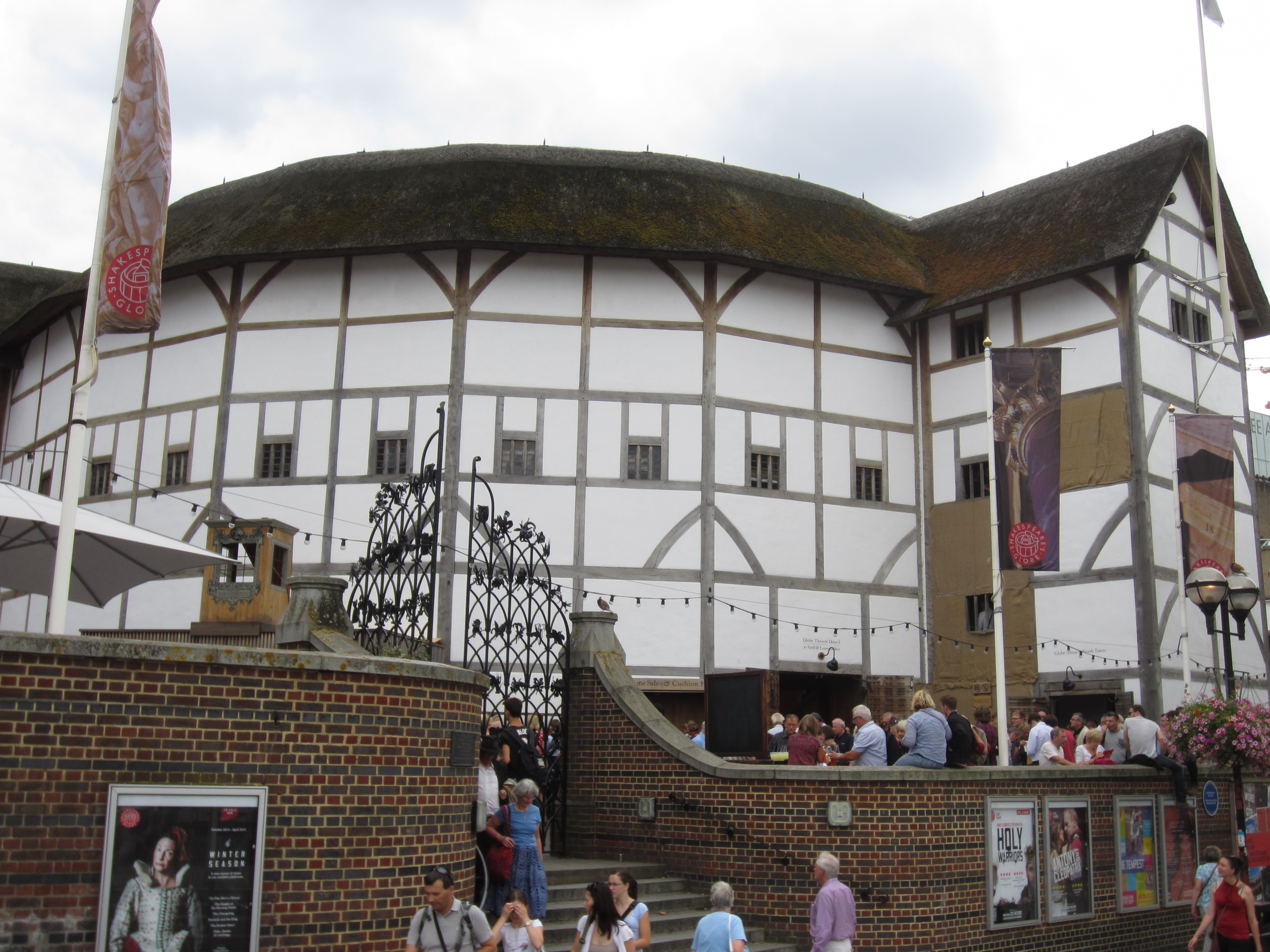
مسرح جلوب الذي أُعيد بناؤه في لندن على يد بورو هابولد

الأخشاب هي أقدم المواد الإنشائية، وعلى الرغم من استبدالها بالفولاذ والحجارة والخرسانة، إلا أنها لا تزال تستخدم في عدد كبير من المباني. خصائص الأخشاب غير خطية ومتغيرة للغاية، اعتماداً على جودة ومعالجة الخشب، وكذلك نوعية الخشب. يعتمد تصميم الهياكل الخشبية بقوة على الأدلة التجريبية.
الخشب قوي في تحمل الشد والضغط، ولكن يمكن أن يكون ضعيفاً في تحمل عزم الانحناء بسبب هيكله الليفي. يعتبر الخشب جيداً نسبياً في الحريق حيث أنه يتفحم، مما يوفر للخشب الموجود في وسط العنصر بعض الحماية ويسمح للهيكل بالاحتفاظ ببعض القوة لفترة زمنية معقولة.

## مواد انشائية أخرى
- طوب
- سبيكة
- خيزران
- بوليمر مدعم بألياف الكربون
- لدائن مدعمة بألياف
- طوب لبن
- تشييد السقف الداخلي

## قراءات إضافية
- Blank, Alan; McEvoy, Michael; Plank, Roger (1993). Architecture and Construction in Steel. Taylor & Francis. (ردمك 0-419-17660-8).
- Hewson, Nigel R. (2003). Prestressed Concrete Bridges: Design and Construction. Thomas Telford. (ردمك 0-7277-2774-5).
- Hosford, William F. (2005). Mechanical Behavior of Materials. Cambridge University Press. (ردمك 0-521-84670-6).
- Hoogenboom P.C.J., "Discrete Elements and Nonlinearity in Design of Structural Concrete Walls", Section 1.3 Historical Overview of Structural Concrete Modelling, August 1998, (ردمك 90-901184-3-8).
- Leonhardt, A. (1964). Vom Caementum zum Spannbeton, Band III (From Cement to Prestressed Concrete). Bauverlag GmbH.
- Mörsch, E. (Stuttgart, 1908). Der Eisenbetonbau, seine Theorie und Anwendun, (Reinforced Concrete Construction, its Theory and Application). Konrad Wittwer, 3rd edition.
- Nilson, Arthur H.; Darwin, David; Dolan, Charles W. (2004). Design of Concrete Structures. McGraw-Hill Professional. (ردمك 0-07-248305-9).
- Prentice, John E. (1990). Geology of Construction Materials. Springer. (ردمك 0-412-29740-X).
- Schlaich, J., K. Schäfer, M. Jennewein (1987). "Toward a Consistent Design of Structural Concrete". PCI Journal, Special Report, Vol. 32, No. 3.
- Swank, James Moore (1965). History of the Manufacture of Iron in All Ages. Ayer Publishing. (ردمك 0-8337-3463-6).